# Sonic Generations
Sonic Generations is een computerspel in de Sonic the Hedgehog-serie en is uitgebracht voor de PlayStation 3, Xbox 360, Nintendo 3DS en pc. Dit spel is gemaakt om de 20ste verjaardag van de Sonic the Hedgehog-serie te vieren. Dit spel heeft ook de mogelijkheid om in 3D te kunnen spelen: Bij de 3DS is het standaard mogelijk met het 3D scherm in de handheld, op PS3 en Xbox 360 is een 3D-televisie met 3D-brillen vereist. Voor de pc is het ook mogelijk om in 3D te spelen maar hier is ook een 3D bril en monitor vereist.

## Platforms
| Platform      | Jaar |
| ------------- | ---- |
| Nintendo 3DS  | 2011 |
| PlayStation 3 | 2011 |
| Windows       | 2011 |
| Xbox 360      | 2011 |

## Verhaal

### Console en handheld
Het verhaal neemt plaats een aantal jaren na de laatste ontmoeting met Dr. Eggman in Sonic Colours. Sonic en zijn vrienden houden een picknick voor Sonics verjaardag, totdat er een geheime kracht komt die hen allen terug in de tijd stuurt en Sonic daarbij aanvalt. Sonic arriveert in een witte wereld en vraagt zich af wat er aan de hand is. Een poosje later leert Sonic zijn klassieke zelf kennen. Na een verbazingwekkende ontmoeting, ontdekken ze dat hun wereld kleur verliest en dat de tijdlijn voor onbekende redenen helemaal in de knoei is geraakt. De twee Sonics vormen een team om de wereld zijn kleur terug te geven, proberen de tijdlijn te fiksen en om hun vrienden te redden.

## Velden
Voor de PS3/360 versie zijn er in totaal negen velden, die zijn onderverdeeld in drie tijdperken. Elk veld bestaat uit twee verschillende versies, voor de klassieke en de moderne Sonic. Tevens horen bij elk veld tien Challenge Acts. De 3DS-versie heeft in totaal zeven velden, eveneens onverdeeld in twee versies.

### PS3/360

#### Klassiek Tijdperk
- Green Hill (Sonic 1)
- Chemical Plant (Sonic 2)
- Sky Sanctuary (Sonic & Knuckles)

#### Dreamcast Tijdperk
- Speed Highway (Sonic Adventure)
- City Escape (Sonic Adventure 2)
- Seaside Hill (Sonic Heroes)

#### Modern Tijdperk
- Crisis City (Sonic (2006))
- Rooftop Run (Sonic Unleashed)
- Planet Wisp (Sonic Colours)

#### Boss Battles
- Death Egg Robot: Death Egg (Sonic 2)
- Perfect Chaos: Station square (Sonic Adventure)
- Egg Dragoon: Eggmanland (Sonic Unleashed)
- Time Eater: Center Of Time (Eindbaas)

#### Rival Battles
- Klassieke Metal Sonic: Stardust Speedway (Sonic CD)
- Shadow The Hedgehog: Final Rush (Sonic Adventure 2)
- Silver the Hedgehog: Crisis City (Sonic (2006))

### 3DS

#### Klassiek Tijdperk
- Green Hill (Sonic 1)
- Casino Night (Sonic 2)
- Mushroom Hill Zone (Sonic & Knuckles)

#### Dreamcast Tijdperk
- Emerald Coast (Sonic Adventure)
- Radical Highway (Sonic Adventure 2)

#### Modern Tijdperk
- Water Palace (Sonic Rush)
- Tropical Resort (Sonic Colours)

#### Boss Battles
- Big Arm: Launch Base (Sonic 3)
- Biolizard: Cannon's Core (Sonic Adventure 2)
- Egg Emperor: Final Fortress (Sonic Heroes)
- Time Eater: Center Of Time (Eindbaas)

#### Rival Battles
- Metal Sonic: Casino Night Zone (Sonic 2)
- Shadow The Hedgehog: Radical Highway (Sonic Adventure 2)
- Silver The Hedgehog: Tropical Resort (Sonic Colours)

## Personages
Deze personages komen in het spel voor.

### Speelbaar
- Moderne en klassieke Sonic

### Niet Speelbaar
- Omochao
- Dr. Eggman (Modern en Klassiek)
- Miles "Tails" Prower (Klassiek en Modern)
- Knuckles the Echidna (Modern) (Alleen console)
- Amy Rose (Modern) (Alleen console)
- Rouge the Bat (Alleen console)
- Vector the Crocodile (Alleen console)
- Charmy Bee (Alleen console)
- Espio the Chameleon (Alleen console)
- Cream the Rabbit en haar chao (Alleen console)
- Blaze the Cat (Alleen console)
- Klassieke Metal Sonic
- Shadow the Hedgehog
- Silver the Hedgehog

### Cameo's
- Fang the Sniper (cameo op een "Wanted" poster in City Escape)
- Bean the Dynamite (cameo op een"Wanted" poster in City Escape)
- Bark the Polar Bear (cameo op een "Wanted" poster in City Escape)
- Mighty the Armadillo (cameo op een "Missing since 1993" poster in City Escape)
- Ray the Flying Squirrel (cameo op een "Missing since 1993" poster in City Escape)
- Chao (cameo Op het uithangbord van het bekende "Chao In Space 2" in City Escape)
- Perfect Chaos (cameo op "Chao In Space 2" uithangbord)
- Big the Cat (maakt een cameo in de Casino Night Zone DLC)
- E-123 Omega (cameo in Speed Highway op een uithangbord)
- Wisps (Power-Ups)